# 先灵葆雅
先灵葆雅（英語：Schering-Plough）是一家总部位于美国新泽西州凯尼尔沃思的制药公司，以生产开瑞坦等抗过敏药物而闻名。

## 歷史
1851年，药剂师埃内斯特·舍林在德国建立先灵公司。
1908年，实业家阿贝·普劳在美国田纳西州孟菲斯建立葆雅公司。
1971年，先灵公司与葆雅公司合并，成立先灵葆雅公司。
2007年3月，購併阿克蘇諾貝爾的醫療藥品部門Organon。
2009年3月9日，先灵葆雅被默克藥廠收购。

## 外部鏈接
- Yahoo! - Schering-Plough Corporation Company Profile（页面存档备份，存于）
- IMS Health - Leading 20 Corporations by U.S. Sales, MAT June 2005（页面存档备份，存于）